# جونكو كاوامورا
جونكو كاوامورا (باليابانية: 河村順子؛ بالكانا: かわむら じゅんこ) هي مغنية يابانية، ولدت في 27 أغسطس 1925 في طوكيو في اليابان، وتوفيت في 20 يناير 2007.

## وصلات خارجية
- جونكو كاوامورا على موقع ميوزك برينز (الإنجليزية)